# Étretat
Étretat är en kommun i departementet Seine-Maritime i regionen Normandie i norra Frankrike. Kommunen ligger i kantonen Octeville-sur-Mer som tillhör arrondissementet Le Havre. År 2022 hade Étretat 1 167 invånare.
Området är känt för branta kalkstensklippor vid Alabasterkusten. Konstnärer som Eugène Boudin, Gustave Courbet och Claude Monet har besökt Étretat för att måla av de berömda klipporna.

## Befolkningsutveckling
Antalet invånare i kommunen Étretat
| Referens: INSEE |